# Henri Borgeaud
Pour les articles homonymes, voir Borgeaud.
Henri Borgeaud, né le 4 août 1895 à Alger et mort le 24 mai 1964 à Paris, est un exploitant agricole et homme politique français.
« Figure mythique de la colonisation en Algérie » aux yeux de l'opinion publique avec Georges Blachette et Laurent Schiaffino, Henri Borgeaud est avec sa fortune, dont on disait qu'elle dépassait un milliard d'anciens francs, sa position sociale, son appareil économique, ses mandats politiques dans les assemblées locales comme à Paris, un gardien vigilant et intransigeant des intérêts de la colonisation en Algérie.

## Biographie
Henri Borgeaud est issu d'une famille d'origine suisse établie en Algérie en 1878. Il est le fils de  de Lucien Borgeaud (1866-Lausanne, 1948-Alger), négociant et viticulteur, administrateur de sociétés, et de Hermance L'Helgoualc'h (1869-Oran, 1949-Chéragas).
En 1905, son père Lucien avait acquis, au moment de la séparation de l'Église et de l'État, le domaine de la Trappe de Staouéli dont Henri héritera en 1948.
Diplômé de l'Institut national agronomique de Paris, il gère ses domaines viticoles tout en s'investissant dans d'autres activités économiques (cigarettes Bastos, administrateur du Crédit foncier d'Algérie et de Tunisie et de la Nord-Africaine des Ciments Lafarge) et possède le journal La Dépêche quotidienne.
Engagé en politique, Henri Borgeaud est maire de Chéragas de 1930 à 1962, conseiller général du département d'Alger de 1933 à 1960 et président du conseil général de 1951 à 1952.
Le 8 décembre 1946, il est élu membre du Conseil de la République, la chambre haute du Parlement de la IVe République, sur la liste du Rassemblement républicain et d'Union algérienne. Il est réélu le 7 novembre 1948 et le 19 juin 1955. Il est inscrit au groupe de la Gauche démocratique et du Rassemblement des gauches républicaines.
Les 2 et 3 juin 1958, il vote pour les pleins pouvoirs au gouvernement Charles de Gaulle et pour la révision constitutionnelle.
Il n'est pas réélu lors du premier scrutin sénatorial de la Ve République le 26 avril 1959.
Il demeure en Algérie après l'indépendance, mais en mars 1963, ses terres agricoles sont nationalisées par le gouvernement d'Ahmed Ben Bella. Il s'établit en France et meurt l'année suivante des suites d'un cancer, à l'âge de 68 ans.

## Décorations
- Officier  de la Légion d'honneur (1949)[4]
  - Chevalier de la Légion d'honneur (1936)[4]
- Croix de guerre 1914-1918 (étoile de bronze)[4]
- Croix du combattant volontaire 1914-1918[4]